# Richard Pombo

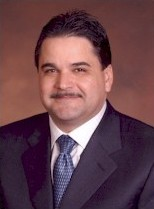
Richard Pombo

Richard Pombo (Tracy (Califórnia), 8 de Janeiro de 1961) é um político dos Estados Unidos, filiado no (Partido Republicano), com origens portuguesas. Foi membro da Câmara dos Representantes dos Estados Unidos entre 1993 e 2007. Depois de várias suspeitas de corrupção, mau uso de recursos públicos, nepotismo, entre outros, Pombo perdeu a reeleição para Jerry McNerney em 7 de novembro de 2006.